# Police (Gornja Radgona, Slovenija)
Police je naselje u slovenskoj Općini Gornjoj Radgoni. Police se nalazi u pokrajini Štajerskoj i statističkoj regiji Pomurju. 

## Stanovništvo
Prema popisu stanovništva iz 2002. godine naselje je imalo 412 stanovnika.